# 西沢トオルのスペースジャック
西沢トオルのスペースジャック（にしざわトオルのスペースジャック）は、信越放送ラジオの土曜日の夜で放送されていた若者向けバラエティ番組。放送期間は1986年10月11日から1988年10月1日まで。

## 概要
本番組スタートの6か月前、1986年4月よりトヨタUグループ提供の毎週土曜日22:00 - 23:00放送の番組『Funny U』（ファニー・ユー）のパーソナリティが信越放送アナウンサーの西沢透と丸山みゆきに交替し『トオルとみゆきのFunny U』としてスタートし、6か月後の1986年10月からこの番組を2時間にワイド化する形でスタートした番組。
21時台は電話リクエストとバラエティコーナーや企画、22時台は本番組スタート前から放送されていた『Funny U』を内包番組として引き続き放送。後に独立番組となった『ペッタリ川辺のわなわナイト』や城みちる、地元長野県出身の太田美智彦、溝口倫子（鉄腕ミラクルベイビーズ＝『ねるとん紅鯨団』の主題歌『TALK SHOW』で知られるバンド）のコーナー番組が多く入っていた。
パーソナリティーの西沢はトークに地元長野の方言を多用しており。それに応えるように方言で綴られたはがきが毎週多く届いていた。
西沢透は本番組について、この2年の放送の中で「ものまねで天気予報を伝えたことが一番印象に残っている。オカマクラブのお兄さんのものまねでやったのが気に入っていたけど『気持ち悪いからやめてくれ』というはがきが殺到した」と語っている。

## パーソナリティ
- 西沢透（西沢トオル、信越放送アナウンサー）
- 丸山みゆき（1986年10月 - 1987年9月）

## 放送時間
- 毎週土曜日 21:00 - 23:00 （1986年10月11日 - 1987年3月）
- 毎週土曜日 21:00 - 23:30 （1987年4月 - 1988年10月1日）

## 主なコーナー
21時台
- こんばんは電話リクエスト[1][4]
- ペッタリ川辺のわなわナイト （出演：川辺保弘、ワーナーパイオニア提供。1987年4月からは単独番組として土曜日24:30 - 25:00枠へ）
- パックリ歌謡曲
何か似ているという曲を複数、比較して紹介[4]。
- 城みちるのイルカでポン！ （1987年10月 - 1988年3月放送、K&K提供）[1]

22時台「Funny U」
- 勝ち抜きおしりとりクイズ
リスナー参加のクイズコーナー。1988年7月限りで終了[4]。
- 太田美智彦のミュージッククッキング （1988年4月 - 10月1日放送）[4]
- この他、このタイトル通りの身の周りのファニーな（面白い）人物を紹介してもらうコーナー[4]など。

23時台
- 鉄腕ミラクルベイビーズ溝口倫子のバンド人生まっしぐら （1988年4月 - 10月1日放送）
西沢も出演して、二人の掛け合いによるコントとトークのコーナー[4]。
- ラジオ伝言板
エンディングのコーナー。リスナーからある人へのメッセージ、愛の告白などあらゆる伝言を受け付けていた[4]。
他